# Bill McGlen
William „Bill“ McGlen (* 27. April 1921 in Bedlington; † 23. Dezember 1999 in Burgh le Marsh) war ein englischer Fußballspieler. Der linke Außenläufer und Verteidiger stellte nach dem Ende des Zweiten Weltkriegs eine feste Größe bei Manchester United dar, bevor er in der Meistersaison 1951/52 nur noch die Rolle des Ergänzungsspielers innehatte.

## Sportlicher Werdegang
McGlen entstammte einer Arbeiterfamilie aus North East England. Sein Vater arbeitete als Kohlehauer und der junge Bill machte später eine Ausbildung zum Maurer, bevor er im Zweiten Weltkrieg in der Royal Air Force diente. Darüber hinaus war er ein talentierter Fußballer, aber als das Ende der Kampfhandlungen wieder einen regulären Ligaspielbetrieb zuließ, war McGlen bereits ein Mittzwanziger. Er spielte als Außenläufer bei den Blyth Spartans lediglich in der unterklassigen North Eastern League. Von dort sollte er recht unspektakulär beim Drittligisten Notts County anheuern, bevor ihn Matt Busby im Januar 1946 zum Erstligisten Manchester United lotste.
Nur wenige Monate später wurde er in den Profibereich befördert und nach seinem Debüt am 31. August 1946 daheim gegen Grimsby Town (2:1) wurde er in fünf Jahren häufig als linker Verteidiger oder Außenläufer eingesetzt. Erst in der Meistersaison 1951/52 zählte Busby nur noch selten auf ihn und McGlen trug mit zwei Partien gegen West Bromwich Albion (3:3) und den AFC Sunderland (0:1) marginal zum Erfolg bei. Insgesamt absolvierte McGlen 110 Ligabegegnungen und zwölf FA-Cup-Spiele für Manchester United; dabei schoss er zwei Tore. Er wechselte im Juli 1952 zu Lincoln City, das kurz zuvor in die zweite Liga aufgestiegen war. Von dort zog er bereits im Februar 1953 weiter zu Oldham Athletic, das sich ebenfalls in der Saison 1952/53 auf dem Weg zu einem Aufstieg aus der dritten Liga befand. McGlen stellte diesen fortan auch mit sicher, aber bereits im Jahr darauf kehrte er mit Oldham als Zweitliga-Tabellenletzter in die Drittklassigkeit zurück.
Im Jahr 1957 wechselte McGlen nach dem Ende seiner aktiven Laufbahn in den Trainerstab von Lincoln City und blieb dort zehn Jahre, bevor er in der Saison 1967/68 Cheftrainer des Amateurklubs Skegness Town war. Er verstarb Ende 1999 in Lincolnshire.